# FIFA World Player of the Year 2009

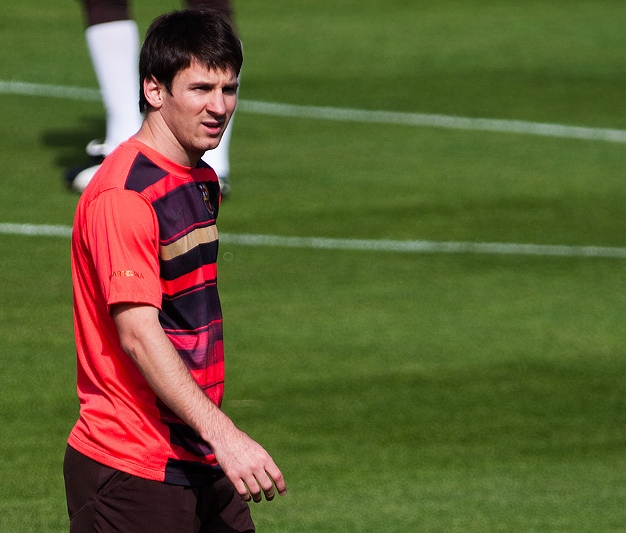
Lionel Messi, vincitore del FIFA World Player 2009

L’edizione 2009 del FIFA World Player, 19ª edizione del premio calcistico istituito dalla FIFA, è stata vinta dall'argentino Lionel Messi (Barcellona) e, per la quarta volta consecutiva, dalla brasiliana Marta (Los Angeles Sol / Santos).